# World Deaf Telecom
A World Deaf Telecom é uma fundação de solidariedade social, sem fins lucrativos, que vida a luta pelos direitos dos cidadãos Surdos, em Portugal.